# سفارة الصين في ماليزيا
سفارة الصين في ماليزيا هي أرفع تمثيل دبلوماسي لدولة الصين لدى ماليزيا. تقع السفارة في كوالالمبور وهي تهدف لتعزيز المصالح الصينية في ماليزيا.

## وصلات خارجية
- الموقع الرسمي
- قائمة سفارات الصين
- قائمة السفارات في ماليزيا